# Linka Čúó

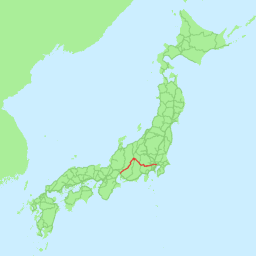
Přehledná mapka linky Čúó

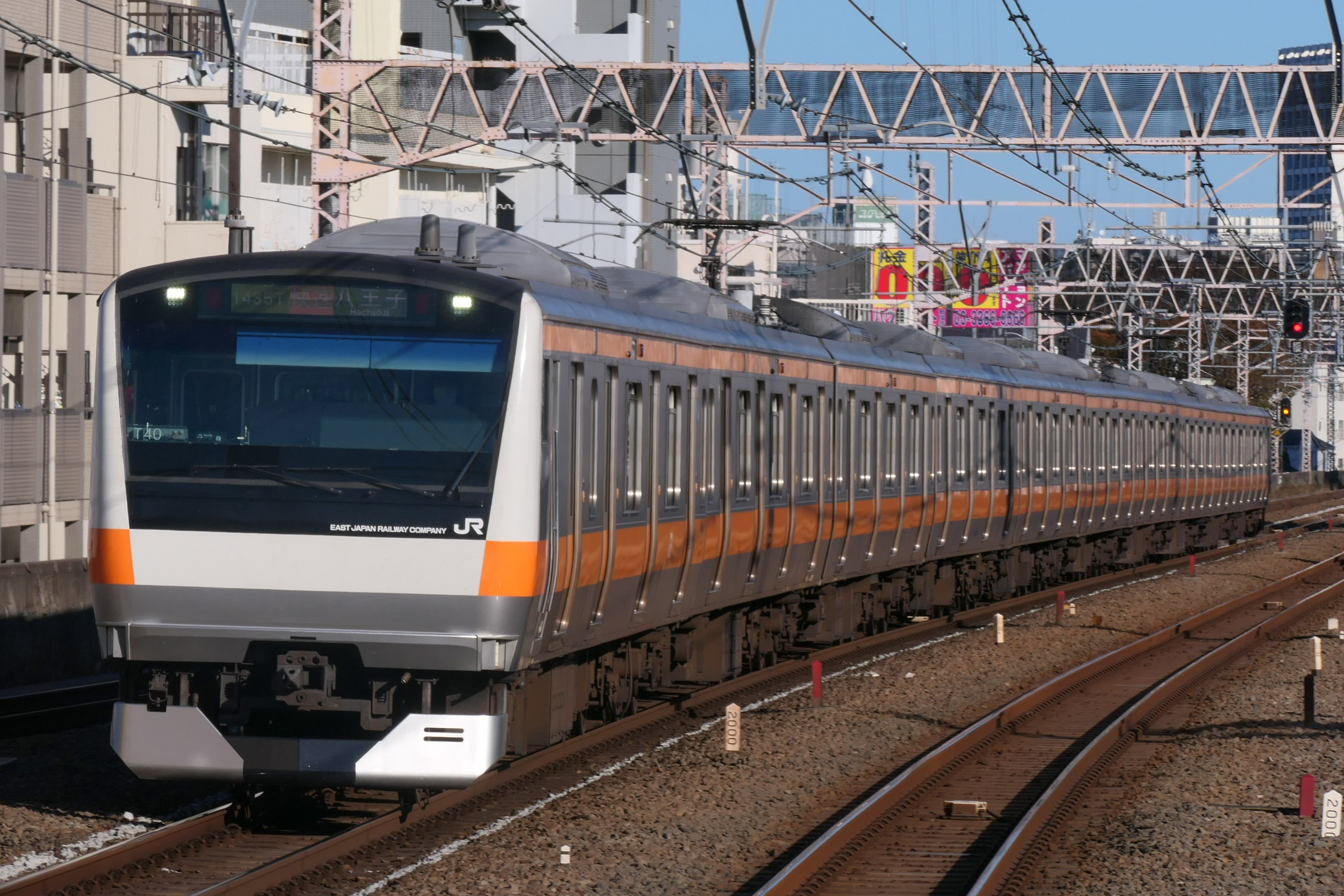
Elektrická článková jednotka řady E233

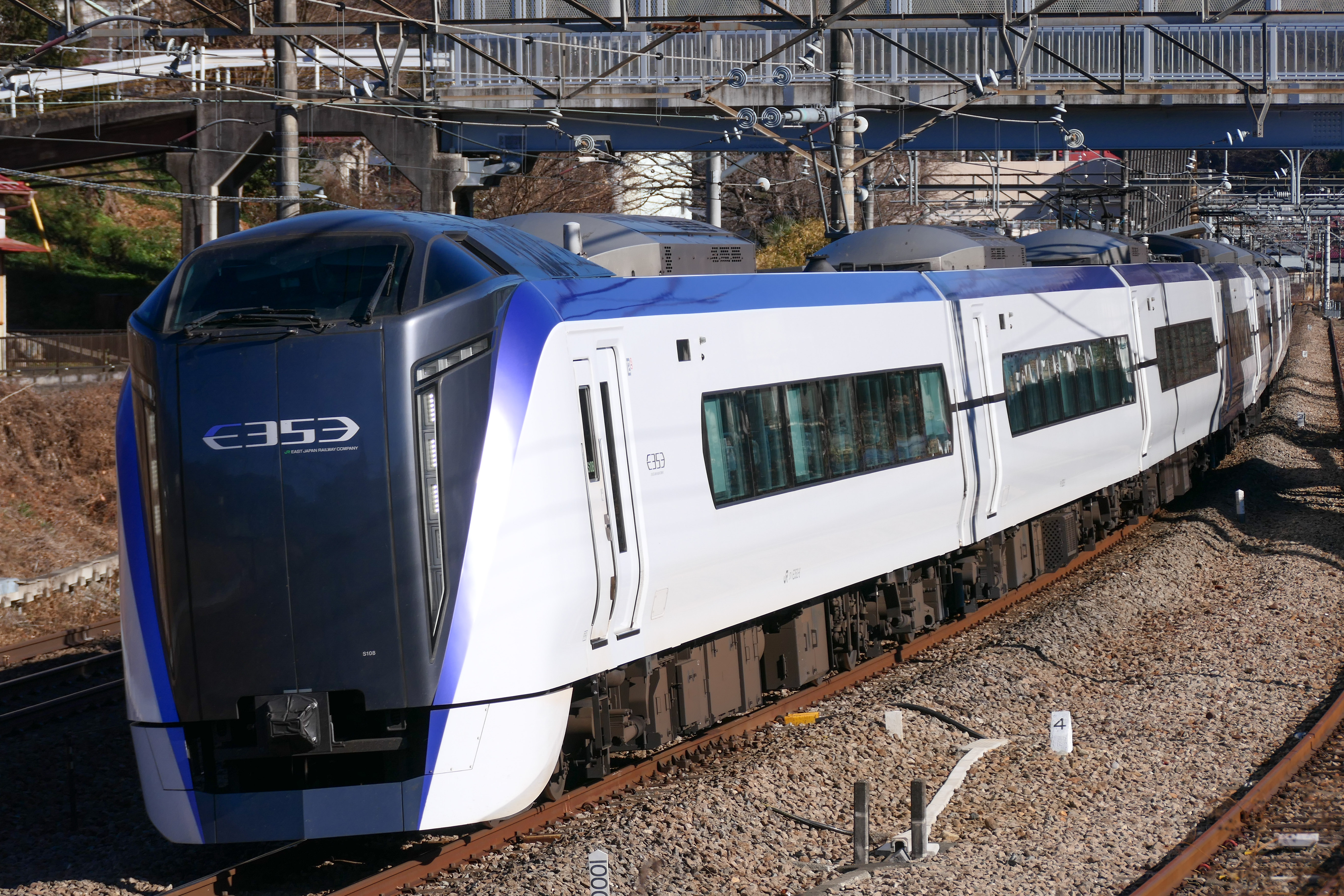
Elektrická článková jednotka řady E351 na expresu Azusa

Linka Čúó (中央本線, čúó–honsen, hlavní centrální linie) je jednou z páteřních železničních tratí v Japonsku. Spojuje hlavní město Tokio se středojaponským velkoměstem Nagoja, ale je to nejpomalejší spojení těchto měst, Tókaidó–Šinkansen je v tomto případě mnohem praktičtější. Východní část trati spravuje Východojaponská železniční společnost, západní část provozuje Středojaponská železniční společnost, mezníkem je stanice Šiodžiri.
Trať slouží především pro příměstskou dopravu v okolí Tokia a Nagoje, na prostředním úseku trati je provoz naopak velmi řídký – vlaky osobní přepravy tam jezdí v intervalu 2 hodiny.

## Historie trati
Nejstarší částí trati je úsek Šindžuku – Tačikawa, který je v provozu od roku 1889. Na západní straně byla trať postupně prodlužována do Hačiódži (1901) a Kófu (1903). Úsek Nagoja – Šiodžiri byl hotov v roce 1902 a v roce 1905 byl připojen k východní části trati. Spojnice na tokijské hlavní nádraží byla vybudována až v roce 1919.
Úsek Iidabaši – Nakano v Tokiu byl první elektrickou městskou železnicí v Japonsku.

## Trať

### Technická data
- Délka: 424,6 km
  - Z toho JR East: 249,8 km
    - Tokio – Šiodžiri: 222,1 km
    - Okaja – Šiodžiri (původní trasa): 27,7 km

  - Z toho JR Central: 174,8 km

- Rozchod kolejí: 1067 mm

- Počet stanic: 112
  - Z toho JR East: 73
  - Z toho JR West: 39

- Počet kolejí
  - Očanomizu – Mitaka: Čtyřkolejná trať
  - Většina tratě je dvojkolejná
  - Nejméně frekventované úseky jsou jednokolejné

- Elektrifikace: V celé délce trati
  - Napětí: 1 500 V, stejnosměrný proud

- Zabezpečovací zařízení
  - Tokio – Šiodžiri: ATS–P
  - Okaja – Šiodžiri – Nagoja: ATS-ST

- Barva na mapě
  - Východní úsek (v tokijské aglomeraci): oranžová

### Stanice

#### Tokio - Mitaka
Nejvýchodnější úsek linky Čúó je nyní zcela mimoúrovňový a nemá žádné křížení se silniční dopravou. Mezi stanicemi Očanomizu a Mitaka vede trať souběžně s linkou Čúó-Sóbu a je vyhrazena pro expresní vlaky a městskou rychlodráhu, zastávkové osobní vlaky jezdí po paralelní trati.
| Stanice              | Navazující tratě |
| -------------------- | --- |
| Tokio 東京           | - Šinkansen: Všechny tratě - JR East: - Linie Jamanote - Linie Keihin-Tóhoku - Linie Sóbu - Linie Jokosuka - Linie Tókaidó - Linie Keijó - Tokyo Metro: Marunouchi Line, Tozai Line |
| Kanda 神田           | - JR East: - Linie Jamanote - Linie Keihin-Tóhoku - Tokyo Metro: Ginza Line |
| Očanomizu 御茶ノ水   | - Tokyo Metro: Marunouchi line, Chiyoda line |
| Suidóbaši 水道橋     | - TOEI: Mita Line |
| Iidabaši 飯田橋      | - Tokyo Metro: Tozai line, Yuurakucho Line, Namboku Line - TOEI: Oedo Line |
| Ičigaja 市ヶ谷       | - Tokyo Metro: Yuurakucho Line, Namboku Line - TOEI: Shinjuku Line |
| Jocuja 四ツ谷        | - Tokyo Metro: Marunouchi Line, Namboku Line |
| Šinanomači 信濃町    | |
| Sendagaja 千駄ヶ谷   | - TOEI: Oedo Line |
| Jojogi 代々木        | - JR East: Linie Jamanote - TOEI: Oedo Line |
| Šindžuku 新宿        | - JR East: - Linie Jamanote - Linie Sajkjó - Linie Šónan-Šindžuku - Odakjú: Linie Odawara - KEIO: Linie Keió - Tokyo Metro: Marunouchi Line - TOEI: Shinjuku Line, Oedo Line        |
| Ókubo 大久保         | |
| Higaši-Nakano 東中野 | - TOEI: Oedo Line |
| Nakano 中野          | - Tokyo Metro: Tozai Line |
| Kóendži 高円寺       | |
| Asagaja 阿佐ヶ谷     | |
| Ogikubo 荻窪         | - Tokyo Metro: Marunouchi Line |
| Niši-Ogikubo 西荻窪  | |
| Kičidžódži 吉祥寺    | - KEIO: Linie Inokašira |
| Mitaka 三鷹          | - Tokyo Metro: Tozai Line |

#### Mitaka - Takao
V současné době probíhá přestavba trati mezi stanicemi Mitaka a Tačikawa, aby se odstranily přejezdy. Nebylo výjimkou, že ve špičce byly závory staženy hodinu bez přerušení. Přestavba bude dokončena mezi lety 2008 a 2011.
| Stanice                   | Navazující tratě                                                    |
| ------------------------- | ------------------------------------------------------------------- |
| Mitaka 三鷹               | - Tokyo Metro: Tozai Line                                           |
| Musaši-Sakai 武蔵境       | - Seibu: Tamagawa Line                                              |
| Higaši-Koganei 東小金井   |                                                                     |
| Musaši-Koganei 武蔵小金井 |                                                                     |
| Kokubundži 国分寺         | - Seibu: Tamako Line, Kokubunji Line                                |
| Niši-Kokubundži 西国分寺  | - JR East: Linie Musašino                                           |
| Kunitači 国立             |                                                                     |
| Tačikawa 立川             | - JR East: Linie Óme, Linie Nanbu - Tama Monorail                   |
| Hino 日野                 |                                                                     |
| Tojoda 豊田               |                                                                     |
| Hačiódži 八王子           | - JR East: Linie Jokohama, Linie Hačikó - KEIO: Linie Keió-Hačiódži |
| Niši-Hačiódži 西八王子    |                                                                     |
| Takao 高尾                | - KEIO: Takao Line                                                  |

#### Takao - Kófu
Na tomto úseku jezdí během dne dva vlaky za hodinu.
| Stanice                        | Navazující tratě           |
| ------------------------------ | -------------------------- |
| Takao 高尾                     | - KEIO: Takao Line         |
| Sagamiko 相模湖                |                            |
| Fudžino 藤野                   |                            |
| Uenohara 上野原                |                            |
| Šiotsu 四方津                  |                            |
| Janagawa 梁川                  |                            |
| Torisawa 鳥沢                  |                            |
| Saruhaši 猿橋                  |                            |
| Ócuki 大月                     | - Fudžikjú: Linie Ócuki    |
| Hacukari 初狩                  |                            |
| Sasago 笹子                    |                            |
| Kai-Jamato 甲斐大和            |                            |
| Katsunuma-Budókjó 勝沼ぶどう郷 |                            |
| Enzan 塩山                     |                            |
| Higaši-Jamanaši 東山梨         |                            |
| Jamanaši-ši 山梨市             |                            |
| Kasugaičó 春日居町             |                            |
| Isawa-Onsen 石和温泉           |                            |
| Sakaori 酒折                   |                            |
| Kófu 甲府                      | - JR Central: Linie Minobu |

#### Kófu - Šiodžiri
Na tomto úseku jezdí zpravidla jeden vlak za hodinu, většina z nich ze Šiodžiri pokračuje do města Macumoto.
| Stanice                      | Navazující tratě           |
| ---------------------------- | -------------------------- |
| Kófu 甲府                    | - JR Central: Linie Minobu |
| Rjúó 竜王                    |                            |
| Šiozaki 塩崎                 |                            |
| Nirasaki 韮崎                |                            |
| Šinpu 新府                   |                            |
| Anajama 穴山                 |                            |
| Hinoharu 日野春              |                            |
| Nagasaka 長坂                |                            |
| Kobučizawa 小淵沢            | - JR East: Linie Koumi     |
| Šinano-Sakai 信濃境          |                            |
| Fudžimi 富士見               |                            |
| Suzuran-no-Sato すずらんの里 |                            |
| Aojagi 青柳                  |                            |
| Čino 茅野                    |                            |
| Kamisuwa 上諏訪              |                            |
| Šimosuwa 下諏訪              |                            |
| Okaja 岡谷                   |                            |
| Midoriko みどり湖            |                            |
| Šiodžiri 塩尻                | - JR East: Linie Šinonoi   |

##### Původní trasa v úseku Okaja - Šiodžiri
| Stanice                  | Navazující tratě         |
| ------------------------ | ------------------------ |
| Okaja 岡谷               |                          |
| Kawagiši 川岸            |                          |
| Tatsuno 辰野             | - JR Central: Linie Iida |
| Šinano-Kawašima 信濃川島 |                          |
| Ono 小野                 |                          |
| Šiodžiri 塩尻            | - JR East: Linie Šinonoi |

#### Šiodžiri - Nakacugawa
Nejméně frekventovaná část trati, osobní vlaky každé dvě hodiny.
| Stanice                | Navazující tratě         |
| ---------------------- | ------------------------ |
| Šiodžiri 塩尻          | - JR East: Linie Šinonoi |
| Seba 洗馬              |                          |
| Hidešio 日出塩         |                          |
| Niekawa 贄川           |                          |
| Kiso-Hirasawa 木曽平沢 |                          |
| Narai 奈良井           |                          |
| Jabuhara 藪原          |                          |
| Mijanokoši 宮ノ越      |                          |
| Harano 原野            |                          |
| Kiso-Fukušima 木曽福島 |                          |
| Agemacu 上松           |                          |
| Kuramoto 倉本          |                          |
| Suhara 須原            |                          |
| Ókuwa 大桑             |                          |
| Nodžiri 野尻           |                          |
| Džúnikane 十二兼       |                          |
| Nagiso 南木曽          |                          |
| Tadači 田立            |                          |
| Sakašita 坂下          |                          |
| Očiaigawa 落合川       |                          |
| Nakacugawa 中津川      |                          |

#### Nakacugawa - Nagoja
| Stanice                | Navazující tratě |
| ---------------------- | --- |
| Nakacugawa 中津川      | |
| Mino-Sakamoto 美乃坂本 | |
| Ena 恵那               | - Akeči Tecudó: Linie Akeči |
| Takenami 武並          | |
| Kamado 釜戸            | |
| Mizunami 瑞浪          | |
| Tokiši 土岐市          | |
| Tadžimi 多治見         | - JR Central: Linie Taita |
| Kokokei 古虎渓         | |
| Džókódži 定光寺        | |
| Kózódži 高蔵寺         | - Aiči Kandžó Tecudó: Aiči Kandžó Tecudó Sen |
| Džinrjó 神領           | |
| Kasugai 春日井         | |
| Kačigawa 勝川          | - Tókai Kótsú Džigjó: Linie Džóhoku |
| Šin-Morijama 新守山    | |
| Ózone 大曽根           | - Meitetsu: Linie Seto - Nagojské metro: Linie Meidžó - Nagoya Guideway Bus |
| Čikusa 千種            | - Nagojské metro: Linie Higašijama |
| Curumai 鶴舞           | - Nagojské metro: Linie Curumai |
| Kanajama 金山          | - JR Central: Linie Tókaidó - Meitetsu: Linie Nagoja - Nagojské metro: Linie Meidžó, Linie Meikó                                                                                |
| Nagoja 名古屋          | - Šinkansen: Tókaidó-Šinkansen - JR Central: Linie Tókaidó, Linie Kansai - Nagojské metro: Linie Higašijama, Linie Sakuradóri - Meitetsu: Linie Nagoja - Kintetsu: Linie Nagoja |

## Vlaky

### Pojmenované dálkové vlaky
- Azusa a Super-Azusa: Tokio ~ Macumoto
- Kaidži: Tokio nebo Šindžuku ~ Kófu ~ Rjúó
- Hamakaidži: Čiba ~ Kófu ~ Rjúó
- Šinano: Ósaka nebo Nagoja ~ Nagano
- Misuzu: Iida ~ Nagano (spěšný)
- Čikuma: Ósaka ~ Nagano (noční expres)
- Moonlight Šinšú: Šindžuku ~ Macumoto ~ Hakuba (noční spěšný)